# Иманбурлык
Иманбурлы́к (Иманбурлук, Нижний Бурлук; каз. Иманбұрлық) — река в Казахстане, правый приток Ишима, впадает в Сергеевское водохранилище. Протекает по территории района Шал акына и Айыртауского района Северо-Казахстанской области. Входит в Ишимский водохозяйственный бассейн Республики Казахстан. Длина реки — 177 км. Высота устья — 138 м над уровнем моря. Высота истока — 368 м над уровнем моря. Площадь водосборного бассейна — 4070 км².

## Название
С казахского название реки переводится как — «река Иман, текущая с поворотами». Иманбурлык называют ещё Нижним Бурлуком, в отличие от Верхнего — Акканбурлука.

## Течение
Берёт начало на западе возвышенности Кокшетау, вытекая из озера Байсары, расположенном в понижении между хребтом Плакун и горами Айыртау. Иногда за начало принимают исток реки Змейка расположенный в 15 км к юго-юго-востоку. В верхнем течении протекает через озеро Имантау. Общее направление течения с юго-востока на северо-запад. Впадает в реку Ишим с правой стороны, в Сергеевское водохранилище. У реки имеются 13 притоков; наиболее крупные из них — Горькая, Аралтобе, Караменды (левые); Сарыозек (правый, 66 км).

## Водный режим
Сток реки имеет сильно выраженную сезонную и многолетнюю неравномерность. Среднее значение расхода воды составляет 1,13 м³/с (2,2 м³/с), однако расходы воды в разные годы могут различаться в десятки и сотни раз, что значительно осложняет хозяйственное использование ресурсов реки.

## Ихтиофауна
В реке водятся сазан, ёрш, чебак, язь.

## Населённые пункты
На реке расположено 18 сёл, наиболее крупные: Кирилловка, Казанка, Ольгинка.

## Достопримечательности
У слияния рек Иманбурлык и Ишим находился могильник Бурлук.